# Асклепиады

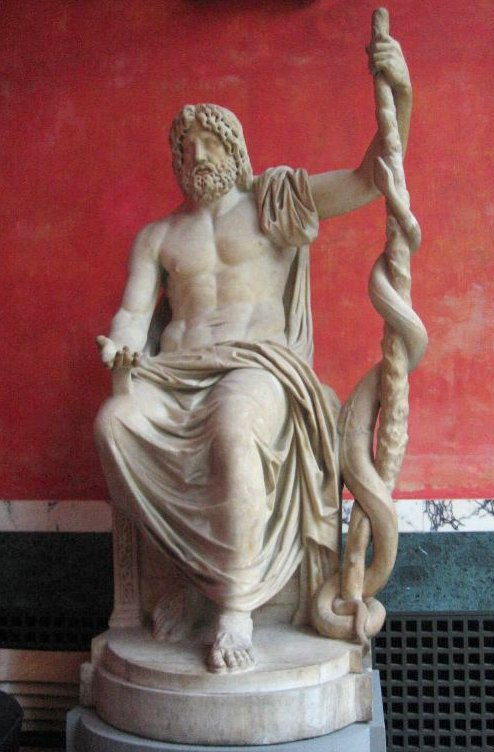
Статуя древнегреческого бога медицины Асклепия

Асклепиады — члены семейств, ведущих свой род от древнегреческого бога медицины Асклепия, или Эскулапа. Занимались лечением больных в посвящённых Асклепию святилищах — асклепионах.
Первоначально лечение состояло из религиозных обрядов. К ним можно отнести сон в святилище, посредством которого больной мог получить исцеление от самих богов. Жрецы толковали сновидения, в зависимости от которых и назначали лечение.
Обязанностью жрецов было также составление таблиц, в которых описывалось течение болезни и предпринятые лечебные мероприятия, которые привели к желаемому результату. Таким образом, асклепиады способствовали накоплению медицинских знаний в храмах бога медицины Асклепия. Наиболее известными в древней Греции являлись асклепиады из Коса, Книда и Эпидавра. К косским асклепиадам принадлежит Гиппократ.